# تیم ملی والیبال زنان فرانسه
تیم ملی والیبال زنان فرانسه یک تیم والیبال متشکل از زنان والیبالیست کشور فرانسه است که به نمایندگی از این کشور در میادین بین‌المللی حاضر می‌شود.

## نتایج

### بازی‌های المپیک تابستانی
فرانسه تاکنون واجد شرایط حضور در بازی‌های المپیک تابستانی نشده است.